# هنشير المستيري
هِنْشِير المِسْتِيرِي قرية تقع بمعتمدية الشراردة بولاية القيروان من الوسط التونسي.